# Akosua Adoma Owusu
Akosua Adoma Owusu (Alexandria, 1984) è una regista e produttrice cinematografica ghanese con cittadinanza statunitense.

## Biografia
Akosua Adoma Owusu nasce negli Stati Uniti d'America nel 1984 da genitori originari del Ghana. Dalla Virginia si è trasferita a Washington, dove attualmente lavora come installatrice di esposizioni artistiche e regista di film indipendenti.
Studia cinema, linguaggi dei media e arte al California Institute of the Arts e all'Università della Virginia. Nel 2008 è allieva del Talent Campus della Berlinale e dirige il suo primo cortometraggio, Me broni ba; del 2010 è invece Drexciya, in concorso al Festival del cinema africano, d'Asia e America Latina di Milano 2011.

## Filmografia

### Regista
- Ajube Kete - cortometraggio (2005)
- Tea 4 Two - cortometraggio (2006)
- Intermittent Delight - cortometraggio (2007)
- Boyant - cortometraggio (2008)
- Me broni ba - cortometraggio (2008)
- Drexciya - cortometraggio documentario (2010)
- Split Ends, I Feel Wonderful - cortometraggio (2011)
- Kwaku Ananse - cortometraggio (2013)
- Bus Nut - cortometraggio (2016)
- Reluctantly Queer - cortometraggio (2013)
- Mahogany Too - cortometraggio (2018)
- On Monday of Last Week - cortometraggio (2018)
- Pelourinho: They Don't Really Care About Us - cortometraggio documentario (2019)
- White Afro - cortometraggio (2019)
- King of Sanwi - cortometraggio (2020)
- Save the Rex - cortometraggio (2021)